# Скален цикъл
Скалният цикъл е постоянното изменяне и преминаване на скалите от един в друг. Този кръговрат е част от геоложката история на Земята.
Всички скали се променят под въздействието на външните (екзогенни) природни сили – слънчево греене, ледници, вятър, течащи води. Тези изменения са постоянни, бавни и незабележими в рамките на човешкия живот, но бурните тектонски движения водят до внезапни и бързи преобразувания на скалите.

## Състав
Съставът на скалния цикъл е горна мантия, земна кора, земна повърхност.

## Процеси
Процесите в скалния цикъл са: образуване на скали, разрушаване на скали, пренасяне на разрушения материал, преобразуването им в нов вид скали.
Основният скален цикъл е открит от шотландския геолог и природоизследовател Джеймс Хютън (1726 – 1797).

## Скален кръговрат
Кръговратът започва с образуването на магмените скали при изстиване и втвърдяване на магма в земната кора. Тектонските движения изтласкват скалите на повърхността. Тук те се рушат от екзогенните сили. Разрушеният скален материал се пренася и натрупва на друго място. След време тези седименти се уплътняват и спояват под тежестта на новоположени слоеве върху тях и се превръщат в седиментни скали.
Седиментните скали се формират при значително по-ниско налягане и температура, затова те не са така монолитни и здрави и са най-податливи на метоморфоза. При планинообразуването много скали попадат дълбоко в земната кора, близо до мантията, където температурата и налягането са много високи. В тях настъпват съществени физични и химични изменения – превръщат се в метаморфни скали. Попаднали при тези условия, дори стари метаморфни и магмени скали могат да се разтопят напълно и да се превърнат в магма, която осигурява материал за нови магмени скали.
Всички видове скали се разрушават от екзогенните процеси. Разрушен материал от метаморфни, магмени и седиментни скали може да се смеси в общ седимент, от който на свой ред се образува нова седиментна скала.